# Шелаевское сельское поселение (Белгородская область)
Шела́евская сельское поселение — упразднённое территория в составе Валуйского района Белгородской области Российской Федерации.
Административный центр — село Шелаево.
19 апреля 2018 года упразднено при преобразовании Валуйского района в Валуйский городской округ.

## География
Общая площадь поселения: 8593,74 га, в т.ч. земель сельхозугодий: 7323,28 га. Протяженность дорог: 63,3 км.
Количество подворий: 1255.

## История
Шелаевское сельское поселение образовано 20 декабря 2004 года в соответствии с Законом Белгородской области № 159.

## Галерея

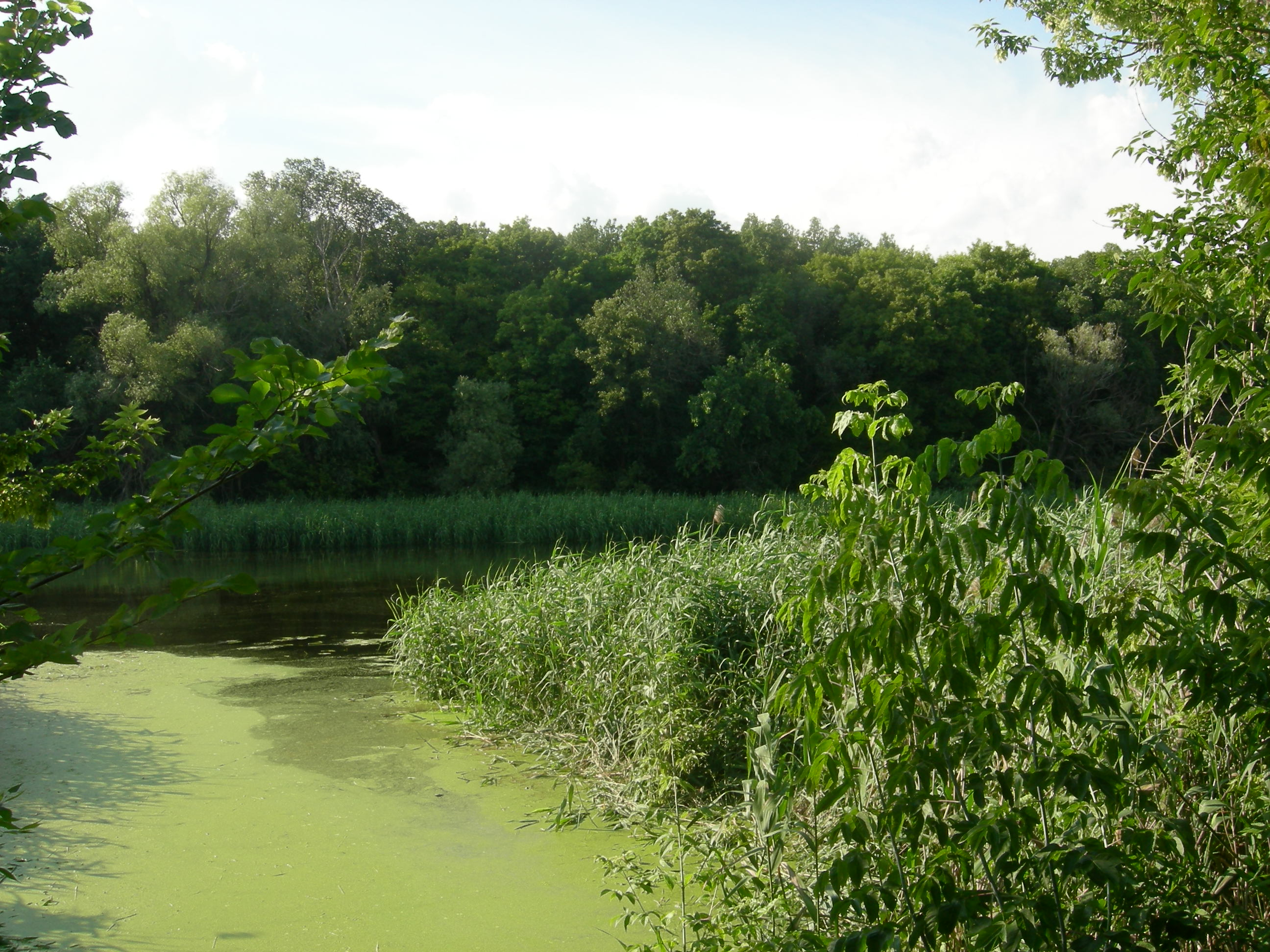
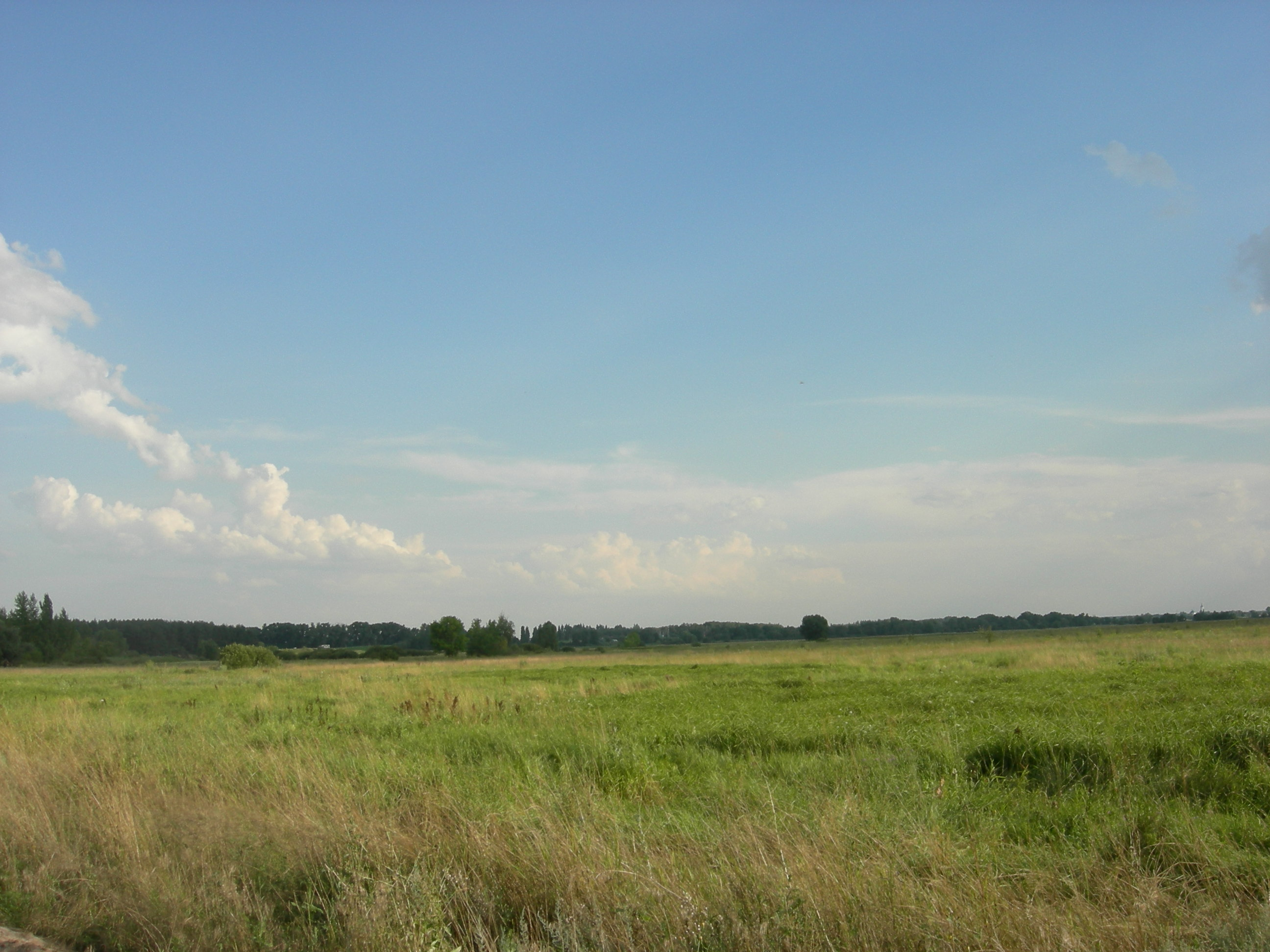
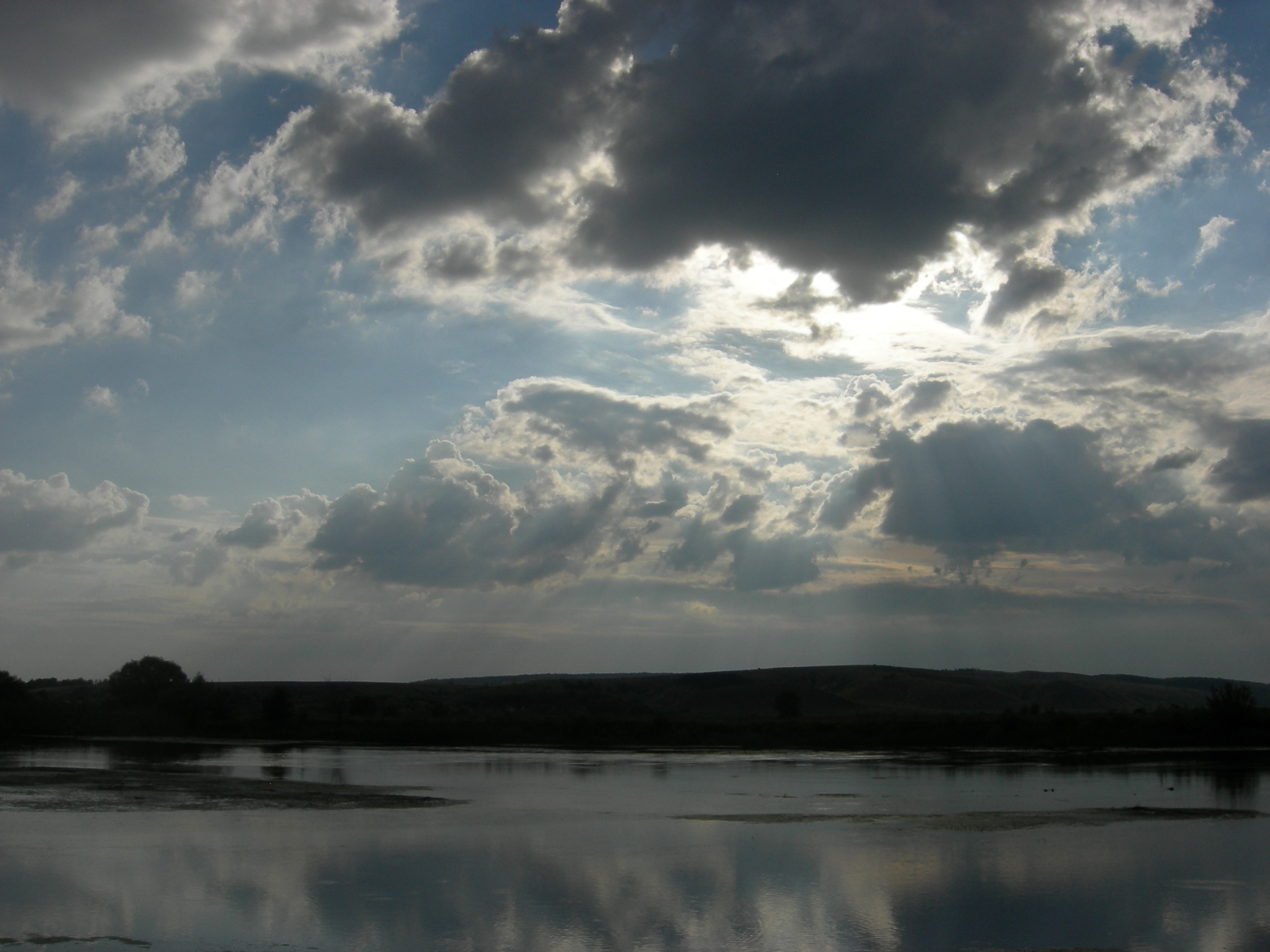
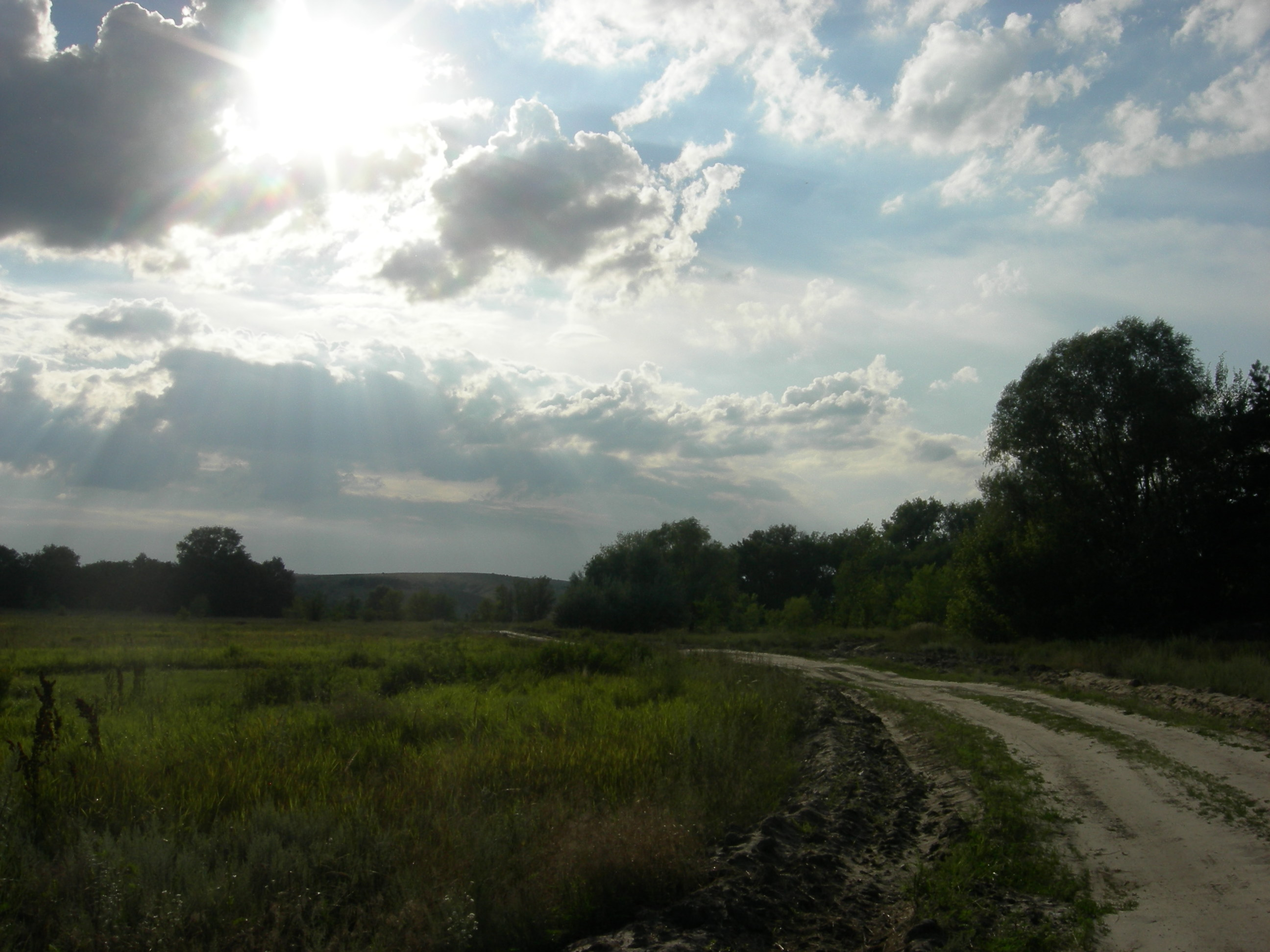
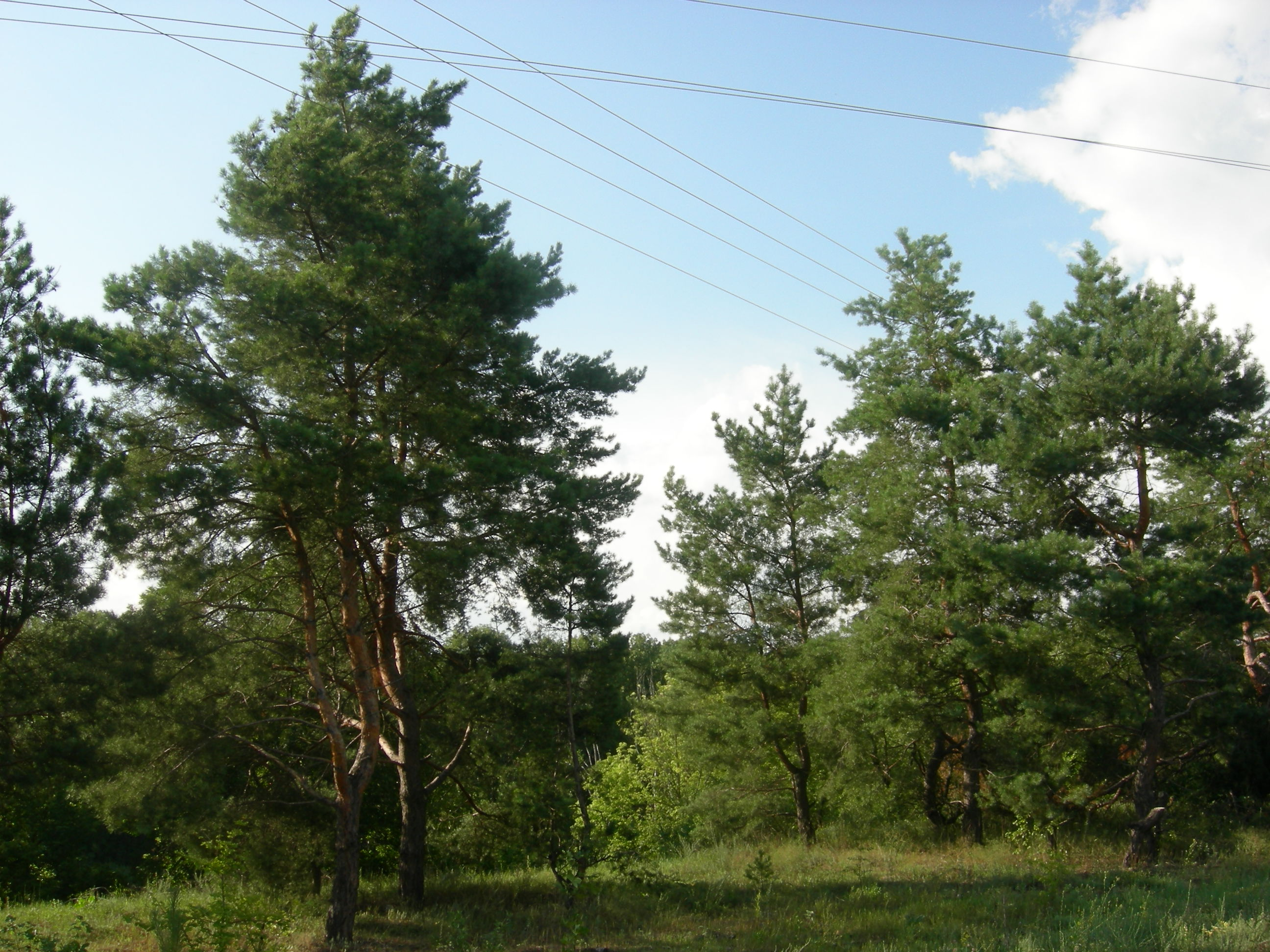
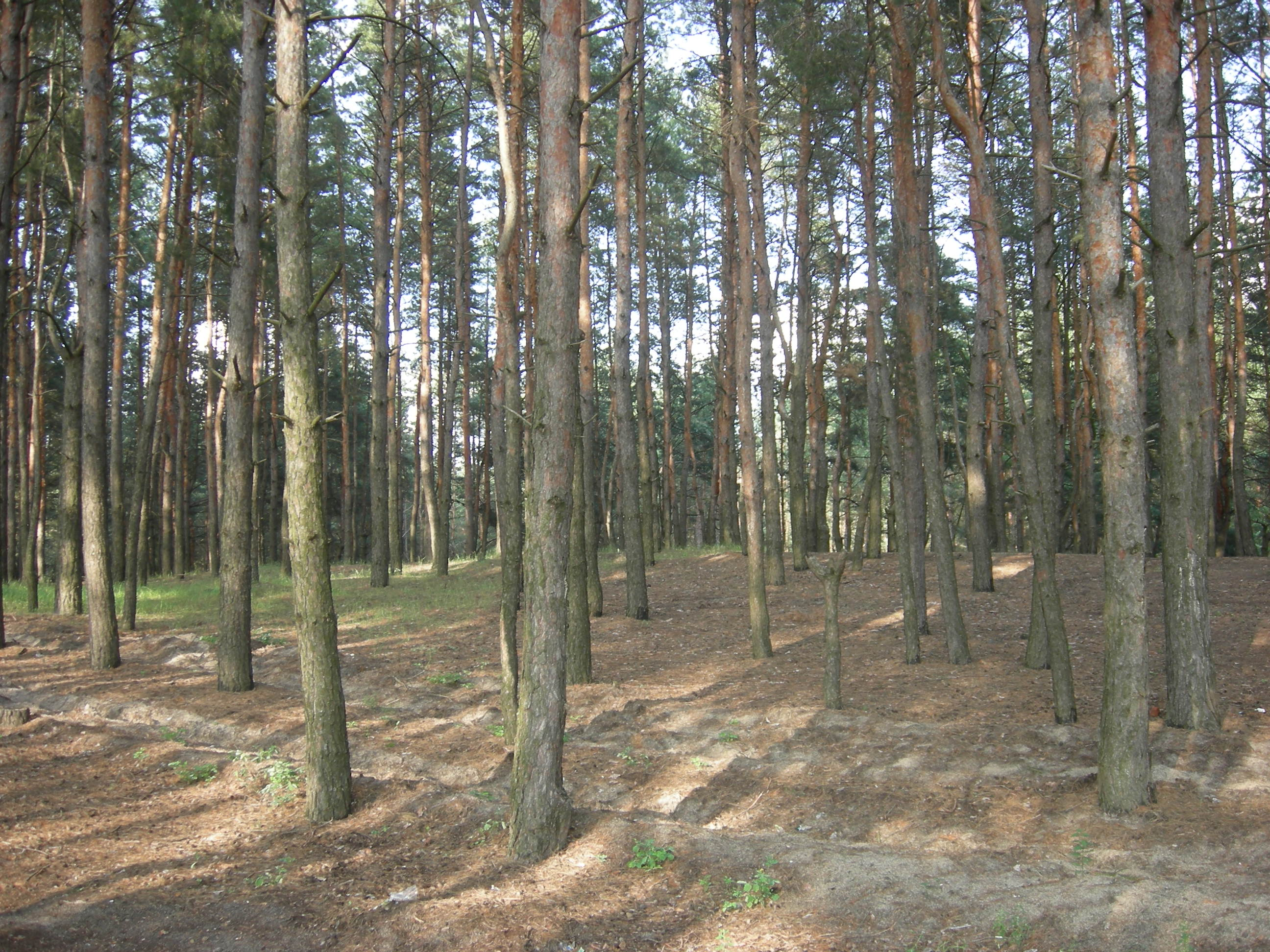
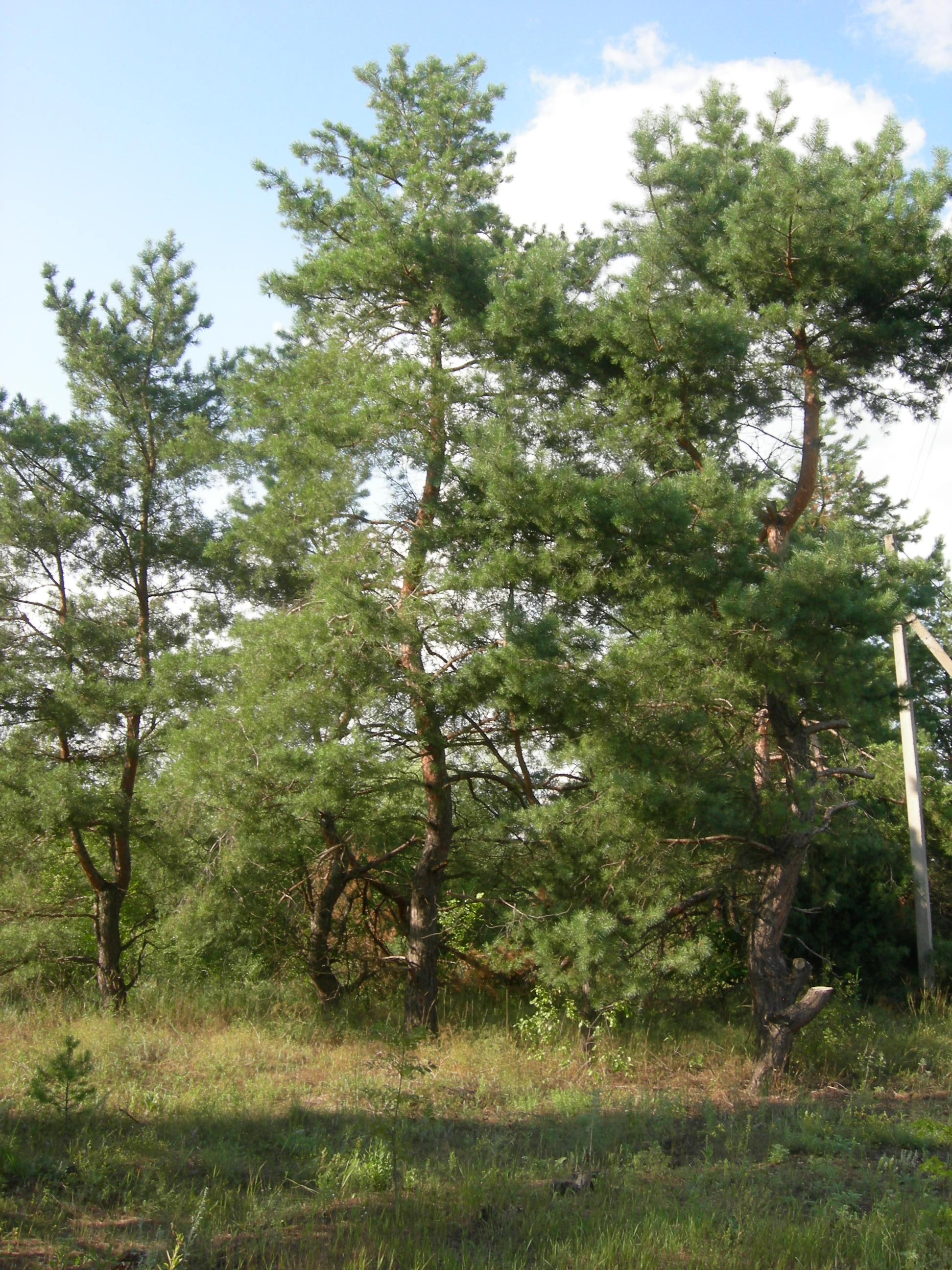
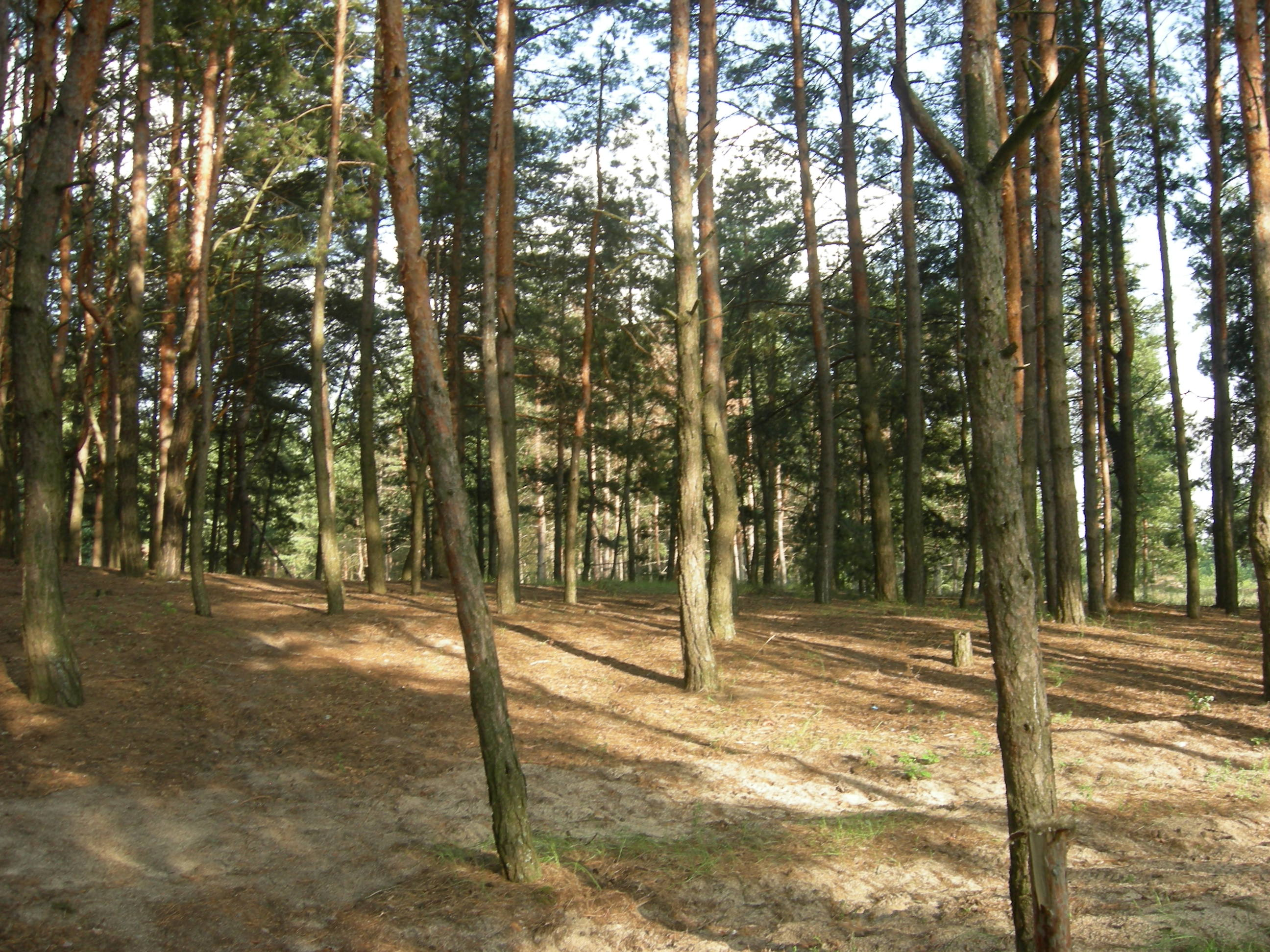
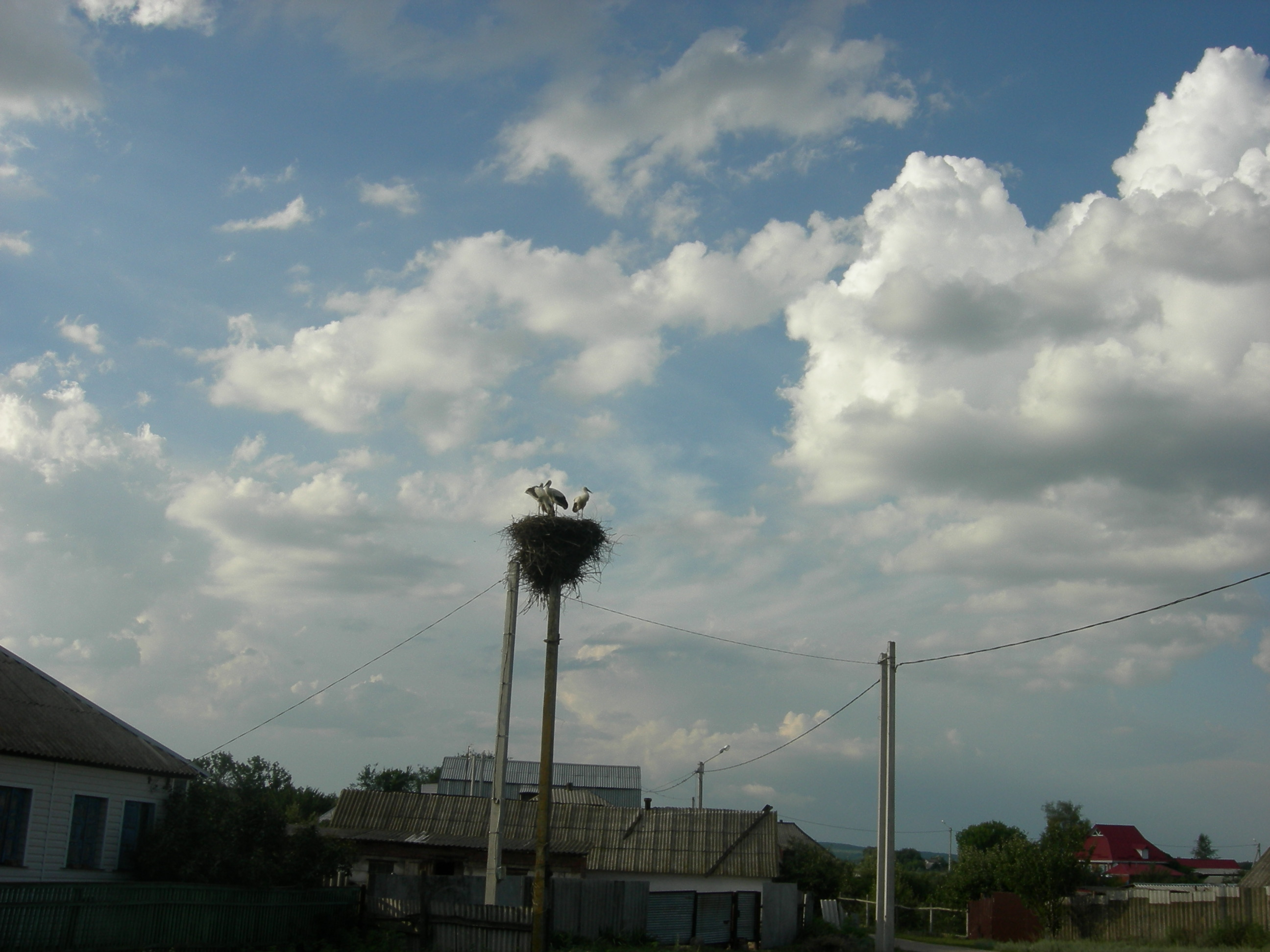
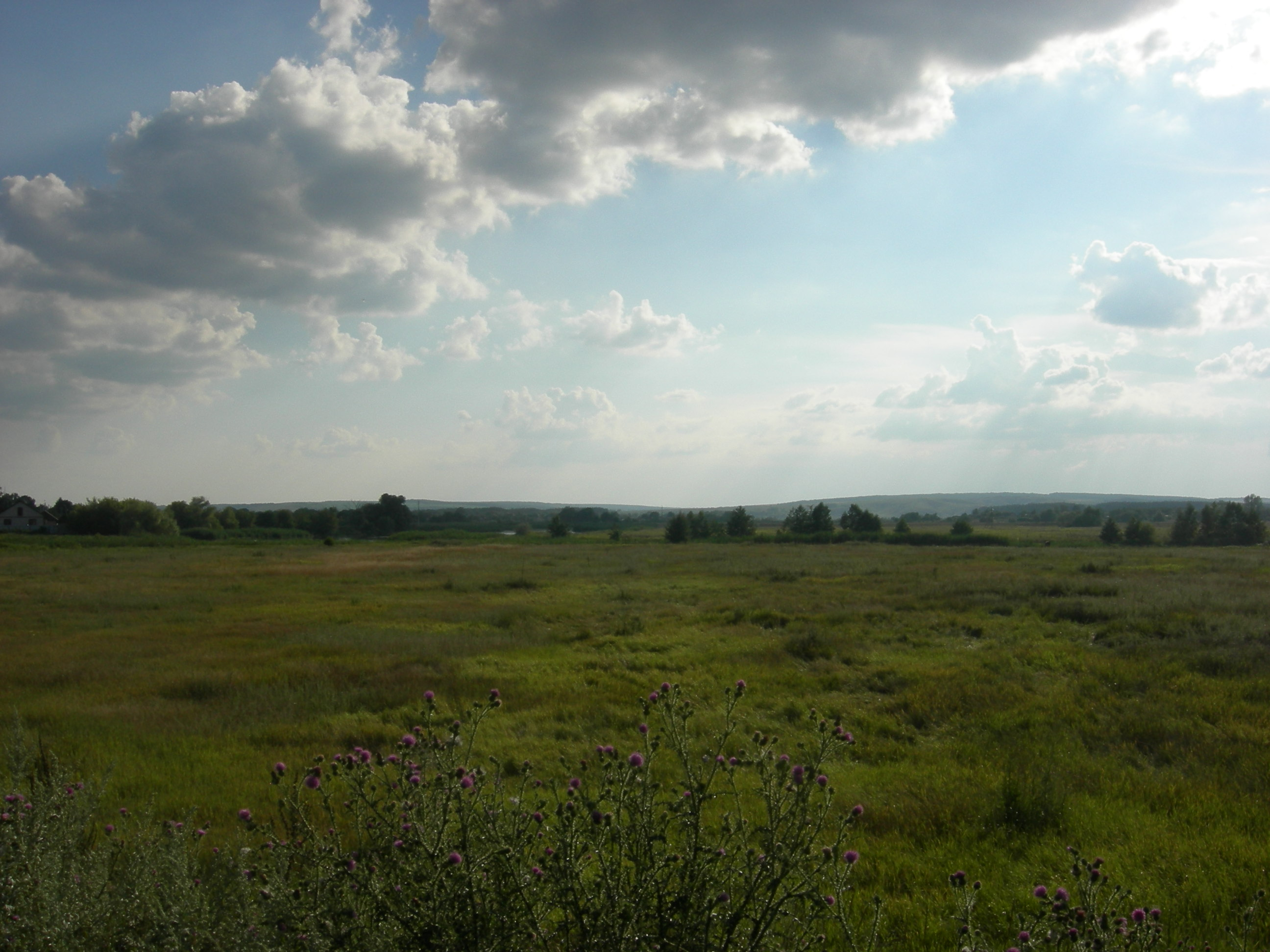

## Население
| 2010  | 2011  | 2012  | 2013  | 2014  | 2015  | 2016  |
| ----- | ----- | ----- | ----- | ----- | ----- | ----- |
| 3377  | ↘3365 | ↘3310 | ↘3242 | ↘3233 | ↗3256 | ↘3238 |
| 2017  | 2018  |       |       |       |       |       |
| ↘3216 | ↘3161 |       |       |       |       |       |

## Состав сельского поселения
| № | Населённый пункт | Тип населённого пункта       | Население |
| - | ---------------- | ---------------------------- | --------- |
| 1 | Колыхалино       | село                         | ↗760      |
| 2 | Ромашовка        | хутор                        | ↘46       |
| 3 | Ураево           | село                         | ↘338      |
| 4 | Шелаево          | село, административный центр | ↗2233     |